# Stichopus horrens
Stichopus horrens е вид морска краставица от семейство Stichopodidae.

## Разпространение и местообитание
Този вид е разпространен в Австралия, Американска Самоа, Бангладеш, Бруней, Вануату, Виетнам, Гуам, Джибути, Египет, Еквадор (Галапагоски острови), Еритрея, Йемен, Израел, Индия, Индонезия, Йордания, Иран, Камбоджа, Кения, Кирибати, Китай, Кокосови острови, Коморски острови, Мавриций, Мадагаскар, Майот, Малайзия, Малдиви, Маршалови острови, Мианмар, Микронезия, Мозамбик, Науру, Ниуе, Нова Каледония, Обединени арабски емирства, Оман, Острови Кук, Пакистан, Палау, Папуа Нова Гвинея, Провинции в КНР, Реюнион, Самоа, Саудитска Арабия, САЩ (Хавайски острови), Северна Корея, Северни Мариански острови, Сейшели, Сингапур, Соломонови острови, Сомалия, Судан, Тайван, Тайланд, Танзания, Токелау, Тонга, Тувалу, Уолис и Футуна, Фиджи, Филипини, Френска Полинезия, Шри Ланка, Южна Африка, Южна Корея и Япония.
Обитава пясъчните и скалисти дъна на океани, морета, лагуни и рифове в райони с тропически климат. Среща се на дълбочина от 1 до 790 m, при температура на водата от 18,8 до 28,8 °C и соленост 33,7 – 35,5 ‰.